# Église Saint-Quentin d'Holnon
L'église Saint-Quentin est une église située à Holnon, en France.

## Localisation
L'église est située sur la commune de Holnon, dans le département de l'Aisne.

## Historique

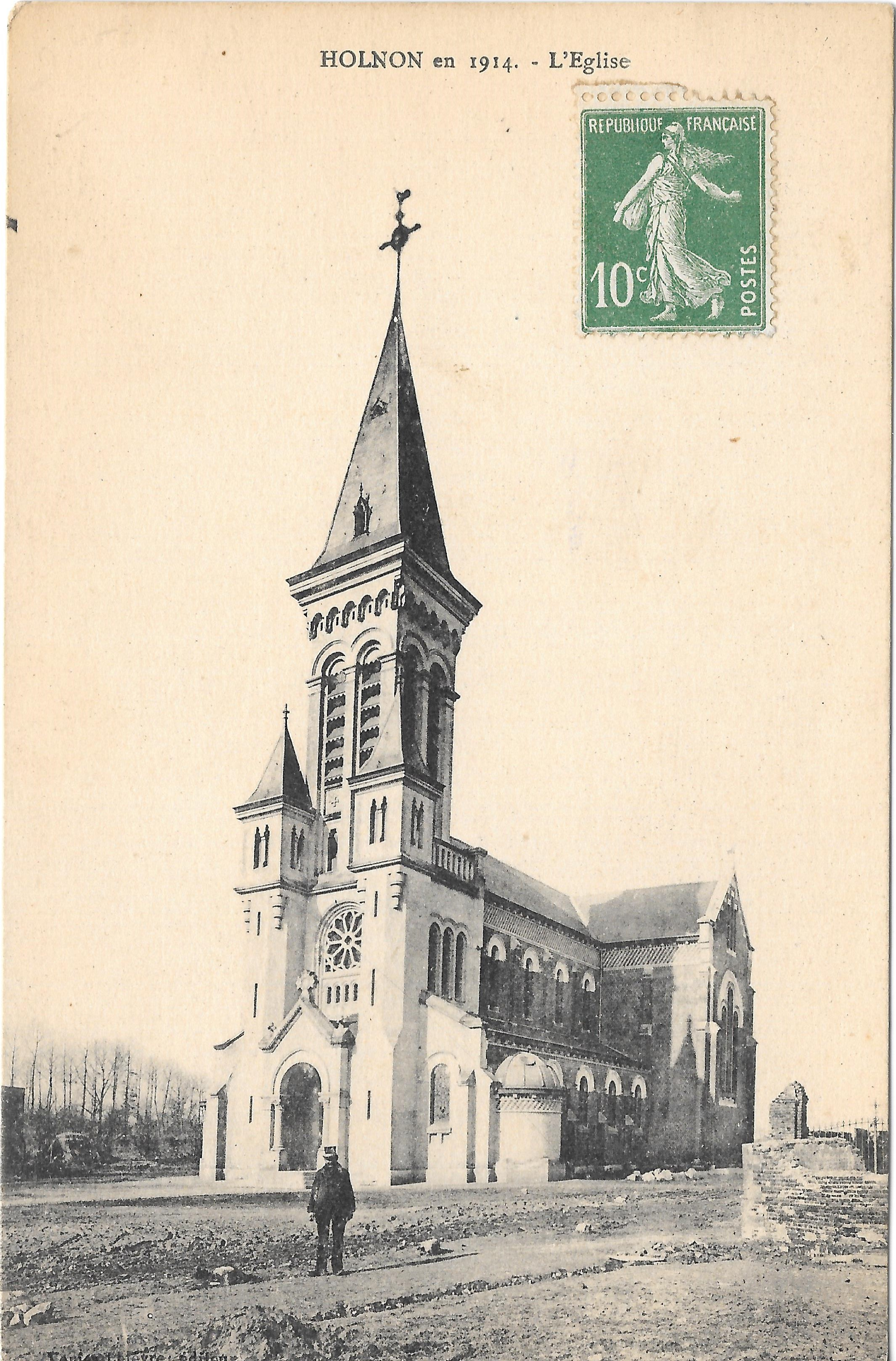
L'église en 1914.

Une église existait à cet endroit au XIe siècle.